# Zibelka človeštva
Zibelka človeštva je paleoantropološko najdišče približno 50 km severozahodno od Johannesburga v Južni Afriki, v provinci Gauteng. Mesto, ki ga je UNESCO leta 1999 razglasil za svetovno dediščino, je dom največje znane koncentracije ostankov človeških prednikov kjerkoli na svetu. Najdišče trenutno zavzema 47.000 hektarjev in vsebuje kompleksen sistem apnenčastih jam. Registrirano ime mesta na seznamu območij svetovne dediščine je Fossil Hominid Sites of South Africa (slovensko: Fosilna najdišča hominidov v Južni Afriki.
Glede na South African Journal of Science je Boltova farma kraj, kjer so odkrili najzgodnejše primate. Boltova kmetija je bila v zadnjem 19. in zgodnjem 20. stoletju močno izkopana zaradi speleothema (kalcijev karbonat iz stalagmitov, stalaktitov in kamnov).
Jame Sterkfontein so bile kraj odkritja 2,3 milijona let starega fosila Australopithecus africanus (z vzdevkom 'gospa Ples'), ki sta ga leta 1947 našla Robert Broom in John T. Robinson. Najdba je pomagala potrditi odkritje Raymonda Darta iz leta 1924 o lobanji mladega Australopithecusa africanusa, znanega kot 'Taung Child' v Taungu v severozahodni provinci Južne Afrike, kjer se izkopavanja še vedno nadaljujejo.
V bližini, vendar ne na mestu, sistem jame Vzhajajoče zvezde vsebuje komoro Dinaledi (komora zvezd), v kateri so odkrili petnajst fosilnih okostij izumrle vrste hominina, začasno imenovanega Homo naledi.
Samo Sterkfontein je proizvedel več kot tretjino fosilov zgodnjih hominidov, najdenih pred letom 2010. Dvorana Dinaledi vsebuje več kot 1500 vzorcev kosti H. naledi vsaj 15 posameznikov, kar je najobsežnejše odkritje ene vrste hominida, kar so jih kdaj našli v Afriki.

## Etimologija
Ime Zibelka človeštva odraža dejstvo, da je mesto proizvedlo precejšnje število fosilov homininov, med katerimi so nekateri najstarejši doslej najdeni, in segajo celo pred 3,5 milijona let.

## Zgodovina odkritij
Leta 1935 je Robert Broom našel prve človeške fosile v Sterkfonteinu in začel delati na tem mestu. Leta 1938 je mlad šolar Gert Terrblanche prinesel Raymondu Dartu fragmente lobanje iz bližnjega Kromdraaia, ki so bili pozneje identificirani kot Paranthropus robustus. Prav tako leta 1938 so v Cooperjevi jami med Kromdraaijem in Sterkfonteinom našli en sam človeški zob.
Leta 1948 je ameriška odprava Camp-Peabody delala na farmi Bolts in Gladysvale, kjer je iskala fosilne hominide, a jih ni našla. Kasneje leta 1948 je Robert Broom identificiral prve ostanke hominida iz jame Swartkrans.
Leta 1954 je C. K. Brain začel delati na mestih v Cradleu, vključno s Cooperjevo jamo. Nato je začel svoje tri desetletja trajajoče delo v jami Swartkrans, ki je privedlo do odkritja drugega največjega vzorca ostankov hominida iz Zibelke. Tudi najstarejša nadzorovana uporaba ognja s strani Homo erectusa je bila odkrita pri Swartkransu in je bila stara več kot 1 milijon let.
Leta 1966 je Phillip Tobias začel s svojimi izkopavanji Sterkfonteina, ki se še vedno nadaljujejo in so najdaljša neprekinjena izkopavanja fosilov na svetu.
Leta 1991 je Lee Berger z Univerze v Witwatersrandu odkril prve primerke hominida z najdišča Gladysvale, zaradi česar je to prvo novo najdišče zgodnjih hominidov, odkrito v Južni Afriki v 48 letih. Leta 1994 je Andre Keyser odkril fosilne hominide na mestu Drimolen. Leta 1997 sta Kevin Kuykendall in Colin Menter z univerze Witwatersrand na mestu Gondolin našla dva fosilna zoba hominida. Tudi leta 1997 je Ron Clarke odkril skoraj popolno okostje avstralopiteka Little Foot, ki je bilo takrat datirano pred približno 3,3 milijona let (novejši podatki kažejo, da je bližje 2,5 milijona let).
Leta 2001 sta Steve Churchill z univerze Duke in Lee Berger na jezeru Plovers našla ostanke zgodnjih modernih ljudi. Prav tako leta 2001 so bili prvi hominidni fosili in kamnita orodja odkriti in situ v Cooperjevi jami. Leta 2008 je Lee Berger na fosilnem najdišču Malapa odkril delne ostanke dveh hominidov (Australopithecus sediba), ki sta živela pred 1,78 do 1,95 milijona let.
Oktobra 2013 je Berger naročil geologu Pedru Boshoffu, da razišče jamske sisteme v Zibelki človeštva z izrecnim namenom odkritja več najdišč fosilov homininov. Jamarja Rick Hunter in Steven Tucker sta odkrila fosile hominida na prej neraziskanem območju jamskega sistema Rising Star-Westminster, ki mu je dodeljena oznaka mesta UW-101. Novembra 2013 je Berger vodil skupno ekspedicijo Univerze Witwatersrand in National Geographic Society v jamski sistem Rising Star blizu Swartkransa. V samo treh tednih izkopavanja je šestčlanska mednarodna ekipa naprednih speleoloških znanstvenikov (K. Lindsay Eaves, Marina Elliott, Elen Feuerriegel, Alia Gurtov, Hannah Morris in Becca Peixotto), izbrana zaradi svojih paleoantropoloških in jamarskih veščin ter svoje majhnosti, odkrila več kot 1200 fosilnih vzorcev neznane vrste hominina. Od leta 2015 je najdišče ostalo v postopku datiranja. Septembra 2015 je Berger v sodelovanju z National Geographicom objavil odkritje nove vrste človeškega sorodnika, imenovane Homo naledi, z UW-101. Najbolj presenetljivo je, da poleg osvetljevanja izvora in raznolikosti rodu Homo, H. naledi tudi namerno odlaga trupla svojih mrtvih v oddaljeni jamski komori, vedenje, za katero se je prej mislilo, da je omejeno na poznejše vrste Homo. V zadnjih dneh odprave Rising Star sta jamarja Rick Hunter in Steven Tucker odkrila dodaten fosilni material hominida v drugem delu jamskega sistema. Predhodna izkopavanja na tem mestu, označenem kot UW-102, so se začela leta 2013 in prinesla celoten lasten fosilni material hominida. Razmerje med lokacijama 101 in 102 ni znano.
- Australopithecus africanus (rekonstrukcija)
- Australopithecus sediba

## Geološki kontekst
Ostanke hominina, ki so sčasoma fosilizirani v Zibelki človeštva, najdemo v dolomitskih jamah in so pogosto obdani z mešanico apnenca in drugih usedlin, imenovanih breča. Zgodnji hominidi so morda živeli po vsej Afriki, vendar so njihovi ostanki najdeni le na mestih, kjer so pogoji dopuščali nastanek in ohranitev fosilov.

## Centri za obiskovalce
7. decembra 2005 je južnoafriški predsednik Thabo Mbeki na tem mestu odprl nov center za obiskovalce Maropeng. Na spletnem mestu maropeng.co.za si lahko obiskovalci v centru za obiskovalce ogledajo fosile, kamnita orodja in izvedo o rojstvu človeštva. Center za obiskovalce ponuja tudi ogled jame Sterkfontein in razstave v Sterkfonteinu. Lahka, premična jeklena konstrukcija, znana kot hrošč, je bila postavljena nad lokacijo Malapa, da bi javnosti omogočila ogled izkopavanj, ko se ta nadaljujejo na mestu. (Kopanje je bilo ustavljeno od leta 2009, ko so bili odstranjeni ostanki štirih osebkov A. sediba.)
- Stavba Tumulus v centru za obiskovalce Maropeng
- Pred Maropengom
- Center za obiskovalce Maropeng